# Multipotente stamcel
Vanuit een multipotente stamcel worden door celdifferentiatie de verschillende soorten cellen van verwante weefsels gevormd. Bij de hematopoëse worden bijvoorbeeld uit stamcellen de drie soorten bloedcellen gevormd.
Bij de eerste week van de embryonale ontwikkeling van de mens ontstaat de blastula uit de morula. In deze fase verliezen de cellen hun totipotente karakter en beginnen ze te differentiëren. We onderscheiden binnen de beginnende vrucht in de baarmoeder een buitenste laag of trofoblast, een binnenste cellaag: de kiemknop of embryoblast en ten slotte een centrale, met vocht gevulde holte. De embryoblast is multipotent en zal eerst tot een embryo en later tot een foetus uitgroeien. De trofoblast dient voor de voeding en het innestelen of nidatie van het embryo in het endometrium van de baarmoeder.
← minder / meer potent →

unipotent · oligopotent · multipotent · pluripotent · totipotent